# Dumbo's Circus
Dumbo's Circus est une série télévisée américaine en 120 épisodes de 30 minutes, avec la version Disney du personnage de Dumbo, imaginé par Helen Aberson, diffusée à partir du 6 mai 1985 jusqu'en 1988 sur Disney Channel avec des personnages costumés. Les personnages sont issus du film Dumbo (1941). L'émission reprend le principe de Les Aventures de Winnie l'ourson.
La musique de la série a été composée par le duo Willio & Phillio, Will Ryan et Phil Baron. Le wagon utilisé dans l'émission est visible dans les coulisses du parc Disney's Hollywood Studios à Orlando en Floride.

## Synopsis
Dans l'émission, Dumbo a grandi et peut parler. Il a eu l'idée de monter un cirque et avec sa troupe, il va de ville en ville dans un wagon volant, tiré par lui-même.

## Voix originales
- Katie Leigh : Dumbo the Flying Elephant
- Walker Edmiston (en) : Q.T. the Orangutan
- Patricia Parris : Lilli the Cat
- Jim Cummings : Lionel the Lion
- Will Ryan : Barnaby the Goofy Dog
- Hal Smith : Fair Dinkum the Koala Bear
- Ron Gans (en) : Sebastian the Alley Cat